# Henry Ramsden Bramley
Henry Ramsden Bramley (1833 - 1917) var en engelsk præst og hymnolog, nok bedst kendt for sit samarbejde med komponisten John Stainer. Sammen med tidligere komponister fra det 19. århundrede som William Sandys og John Mason Neale tilskrives æren for, at julesangene fik en genopblomstring, til Bramley og Stainer, da de i 1871 udgav Christmas Carols, New and Old, hvorfra sange som "The First Nowell", "God Rest You, Merry Gentlemen" og "The Holly and the Ivy" opnåede popularitet.